# Georg Eberhard Rumphius
Georg Eberhard Rumphius (o Everhard) Rumphius (o Rumpf) (1 de noviembre de 1627 (baptismo) en Wölfersheim, Alemania; Hassia - 15 de junio de 1702) fue un marchand, militar, naturalista y arquitecto holandés, célebre sobre todo por sus trabajos en historia natural y por su obra Herbarium Amboinense.

## Biografía
Era el hijo mayor y su padre era arquitecto, que se instala muy pronto en Hanau. Apasionado por los viajes, se enrola en el ejército veneciano mas la nave que lo envía a Brasil es capturada y permanece en Portugal. Así demora tres años antes de poder retornar a su país.
Luego viaja a Batavia (hoy Yakarta) como empleado de la Compañía Holandesa de las Indias Orientales. La región conoce de problemas políticos, aunque arriba muy pendiente de continuar su obra científica.
Golpeado por la ceguera, prosigue a pesar de todo su trabajo, ayudado por sus secretarios y por sus hijos. Su obra, no obstante, en parte se pierde.
A pesar de la distancia en comunicaciones con los científicos de Europa, fue miembro de la Sociedad Científica de Viena, y hasta envió una colección de conchas de mar de las Molucas a los Medicis en Toscana.

## Obra
Reúne una cantidad muy importante de observaciones y de especímenes. El catálogo de su gabinete de curiosidades se publica en 1705, D'Amboinsche Rariteitkamer... (Ámsterdam, en hollandesa). Más que una simple lista, el libro muestra la riqueza y la precisión de sus observaciones. Se interesa particularmente en moluscos y conchas.
Su sistema taxonómico no se corresponde con el futuro sistema de nomenclatura binominal de Carlos Linneo, más ciertos apelativos se han preservado.
| Rumphius, 1705   | Linneo, 1758       | Nombre actual             |
| Tellina virgata  | Tellina virgata    | Tellina virgata L.        |
| Porcellana argus | Cypraea argus      | Cypraea argus L.          |
| Vespertilio      | Voluta vespertilio | Aulicina vespertilio (L.) |
| Cassis cornuta   | Buccinum cornutum  | Cassis cornuta (L.)       |

Las ilustraciones de su obra son superiores a las de Philippo Buonanni más inferiores a las de Martin Lister.

### Herbario Amboinense
Rumphius es muy conocido por su autorizado texto Het Amboinsche kruidboek o Herbarium Amboinense, un catálogo de la flora de la isla de Amboinia (hoy Indonesia), publicado póstumamente en 1741. La obra comprende 1.200 especies, 930 con nombres definitivo para las especies, y otras 140 identificadas a nivel de género. Proporcionó ilustraciones y descripciones para los tipos de nomenclatura de 350 especies, y este material contribuyó al más tarde desarrollo de la clasificación científica binomial de Linneo. Su texto dio la base para todos los estudios futuros de la flora de las Molucas y su obra es aún referenciada hoy.
Ciego en 1670, Rumphius continúa trabajando en su manuscrito de seis volúmenes con la ayuda de otros. Su esposa e hijo habían muerto en un terremoto en 1674. En 1687, con casi el proyecto completo, se pierden las ilustraciones en un incendio. Perseverante, Rumphius y sus auxiliares completan el texto en 1690, pero el buque llevando los manuscritos a Holanda es atacado por los franceses y hundido, forzándolos a rehacer todo desde una copia que afortunadamente conservaban. El Herbarium Amboinense finalmente arriba a Holanda en 1696. Pero la "Compañía" decide que contenía información muy sensible, por lo que no la publican. Rumphius fallece en 1702, por lo que jamás vio su obra en imprenta; el embargo se levanta en 1704, pero nadie la quería publicar. Finalmente aparece en 1741, treinta y nueve años después del deceso de Rumphius.

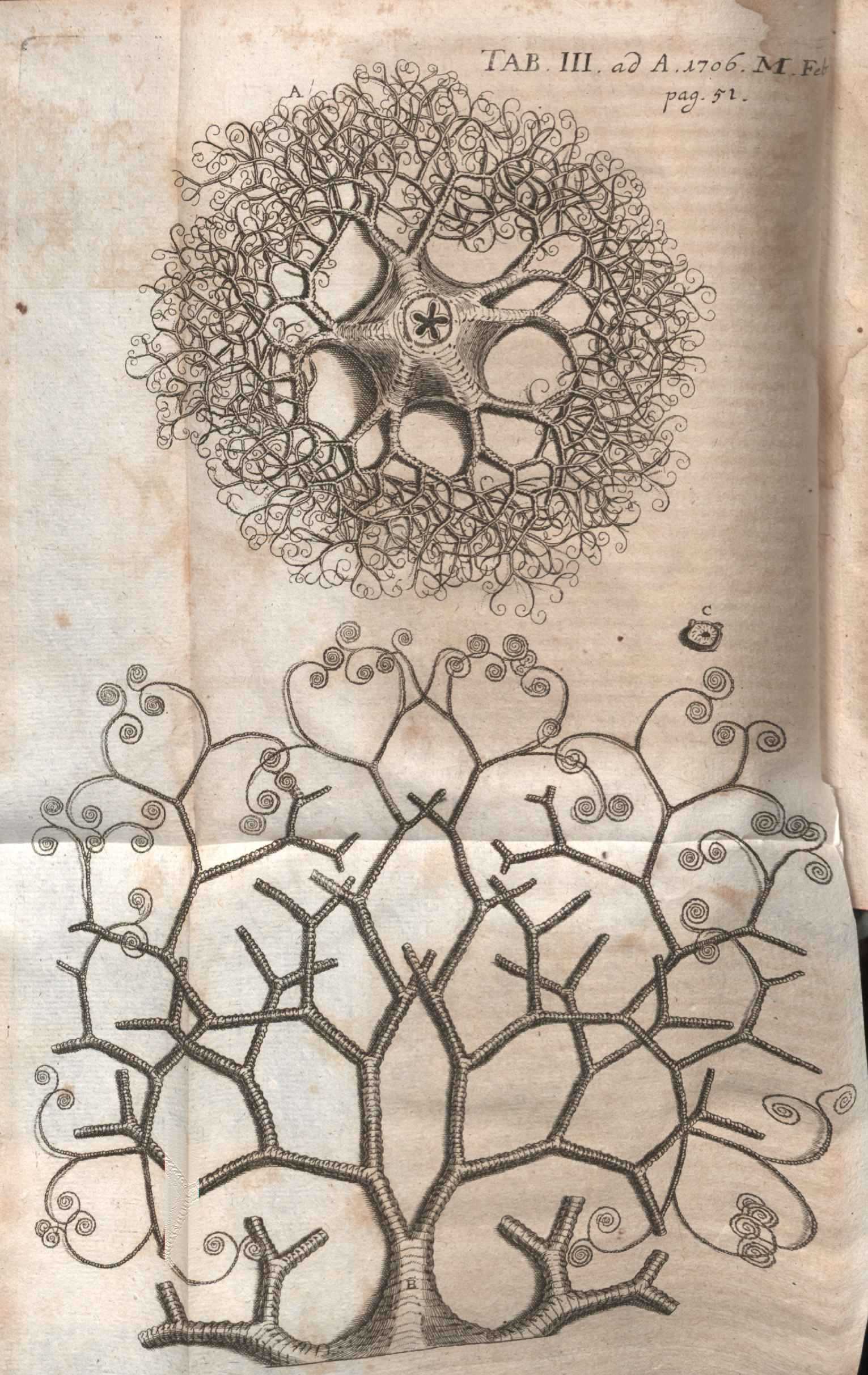
Ilustración desde la reseña de D'Amboinische Rariteitkamer... (Acta eruditorum, 1706)

### Otras publicaciones
- Amboinsche Rariteitkamer (Gabinete de Curiosidades de Amboina) publicado en 1705
- Amboinsche Historie (Historia de Amboina)
- Amboinsche Lant-beschrijvinge (Geografía social)
- Amboinsch Dierboek (Texto de animales de Amboina) (perdido)

Amboina, Indonesia

## Orientación bibliográfica
- Georg Eberhard Rumpf & E.M. Beekman. 1999. The Ambonese curiosity cabinet - Georgius Everhardus Rumphius, Yale University Press (New Haven, Connecticut) : cxii + 567 pp. ISBN 0-300-07534-0

Primera traducción al inglés, este texto es precedido de una importante introducción a la vida y obra de Rumphius.